# Диптерусы
Диптерусы (лат. Dipterus) — род вымерших лопастепёрых рыб из надотряда двоякодышащих. Жили в верхнем девоне (364,7—360,7 млн лет назад).

## Описание

### Внешний вид и строение
Напоминали примитивных кистепёрых рыб. Длина тела 7—30 см. Тело веретенообразное, голова уплощённая. Тело было покрыто космоидной чешуёй, голова — сплошным роговым щитом. Зубные пластинки верхней и нижней челюсти птеригоидные (крыловидные) с веерообразно расходящимися 10—12 бугорчатыми гребнями. Хвостовой плавник гетероцеркный, спинных плавников два, анальный — отдельно.

### Питание
Были в основном склерофагами.

### Места находок
Известны из Европы, Северной Америки и Австралии.

## Значение для человека
Служат руководящими ископаемыми верхнего девона.

## Классификация
Классификация рода по данным сайта Fossilworks:
- † Dipterus contraversus Hay, 1899 [syn. Dipterus (Ctenodus) radiatus Newberry, 1889]
- † Dipterus crassus Gross, 1933 [syn. Grossipterus crassus (Gross, 1933)]
- † Dipterus macropterus Traquair, 1888
- † Dipterus serratus Eichwald, 1844
- † Dipterus valenciennesi Sedgwick & Murchison, 1828

- † Подрод Ctenodus Agassiz, 1838
  - † Ctenodus cristatus Agassiz, 1838
  - † Ctenodus fossatus Cope, 1877
  - † Ctenodus gurleyanus Cope, 1877
  - † Ctenodus heterolophus Cope, 1883
  - † Ctenodus interruptus Barkas, 1869
  - † Ctenodus murchisoni Ward, 1843
  - † Ctenodus tardus Fritsch, 1889
  - † Ctenodus vabasensis Cope, 1883